# Królewska Przełęcz
Królewska Przełęcz (słow. Sedlo pod Nosom) – płytka przełęcz znajdująca się w grani Sławkowskiego Grzebienia w słowackiej części Tatr Wysokich. Oddziela ona kopułę szczytową Sławkowskiego Szczytu od mało wybitnego wierzchołka Królewskiego Nosa. Spod Królewskiej Przełęczy opada duży i szeroki Królewski Żleb, który od zachodu ograniczony jest Filarem Birkenmajera, a od wschodu krótką granią Królewskiego Grzebienia. Przez Królewską Przełęcz przebiega niebiesko znakowany szlak turystyczny, który wiedzie ze Starego Smokowca na Sławkowski Szczyt.
Pierwsze wejścia na Królewską Przełęcz nie są udokumentowane, miały zapewne miejsce przy okazji pierwszych wejść na Sławkowski Szczyt.

## Szlaki turystyczne
– niebieski szlak ze Starego Smokowca obok Pięciu Źródeł do Rozdroża pod Sławkowskim Szczytem, a stąd dalej Sławkowskim Grzebieniem przez Królewski Nos na Sławkowski Szczyt.
- Czas przejścia ze Starego Smokowca do rozdroża: 1 h, ↓ 40 min
- Czas przejścia od rozdroża na szczyt: 4 h, ↓ 3 h